# Gustavo Ferrari
Gustavo Alfredo Horacio Ferrari (Mercedes, 24 de marzo de 1957) es un abogado, empresario y político argentino. Se desempeñó como Ministro de Justicia de la Provincia de Buenos Aires desde el 6 de junio de 2016 hasta el 10 de diciembre de 2019. Fue Asesor General del Gobierno de la Provincia de Buenos Aires (2013-2016), Presidente del Consejo Directivo de la Escuela de Abogados de la Administración Pública Provincial, Diputado por el Mercosur (2011-2013) y Diputado Nacional por la provincia de Buenos Aires integrando el Bloque del Peronismo Federal (2009-2013).

## Biografía

### Familia y formación
Gustavo Ferrari nació el 24 de marzo de 1957 en la ciudad de Mercedes, provincia de Buenos Aires, pero desde el primer mes de vida, habitó en Chivilcoy.
Cuando terminó la escuela secundaria, en el Colegio Nacional José Hernández de Chivilcoy, se mudó a la Ciudad de Buenos Aires para estudiar en la Facultad de Derecho y Ciencias Sociales de la Universidad de Buenos Aires. 
Tiene dos hijas de su primer matrimonio, María del Rosario y María Agustina. En 2012 se casó con Florencia Maidana, con quien tuvo su tercer hija Emma.

### Carrera académica
Fue profesor de Métodos apropiados de resolución de conflictos –Mediación- en el Centro Jurídico para el Comercio Internacional (JURICI) del Instituto Tecnológico (ITSM). Publicó varios artículos y notas.

### Carrera empresarial
Entre 1990 y 1995 fue director del Instituto de Formación Bancaria de la República Argentina y asesor de la Asociación de Bancos de la República Argentina (ABRA).
Director Ejecutivo del programa de Reforma Judicial, encargado por el Consejo Empresario Argentino, y presidente de la asociación civil Unidos por la Justicia  de 2003 a 2009.
Hasta 2009 fue director de la sociedad controlante de empresas como Pepsi, Cervecería y Maltería Quilmes y participó del Grupo De Narváez.
Desde 2006 preside la fundación Unidos del Sud que tiene como objetivo de realizar investigaciones y propuestas de políticas públicas.
Desde diciembre de 2014, forma parte de la Red “Hombres por la Igualdad”, que tiene  como objetivo promover la igualdad de género y la lucha contra la violencia hacia las mujeres. Según los datos oficiales publicados por la Contaduría General de la Provincia de Buenos Aires, el Ministerio de Salud provincial ejecutó durante el primer semestre de 2016 el 2.08% del total asignado al Programa de “Prevención y Atención de la Violencia Familiar y de Género”.

### Carrera política

#### Diputado Nacional
En 2009 fue candidato a Diputado Nacional por la Provincia de Buenos Aires y actuó como Jefe de Campaña de Francisco de Narváez en la elección legislativa. El 10 de diciembre de 2009 asumió su banca, integrando el Bloque del Peronismo Federal. En 2011 es elegido Diputado del Parlamento del Mercosur.
En el año 2012 fue elegido por la Revista el Parlamentario como Mejor Diputado Nacional del año en curso, por su labor.

#### Asesor General de Gobierno
Desde diciembre de 2013, tras completar su mandato como diputado Nacional, se desempeñó como máxima autoridad de la Asesoría General de Gobierno, órgano de asesoramiento jurídico del Poder Ejecutivo Provincial y de todos los organismos que integran la Administración Pública centralizada y descentralizada de la provincia de Buenos Aires.
Desde su asunción en la Asesoría General de Gobierno llevó adelante la promoción de la Escuela de Abogados revalorizando la abogacía pública, entre otras medidas.
Su gestión al frente de la Asesoría General de Gobierno fue más declamatoria que efectiva y estuvo signada por múltiples denuncias, pese a lo cual fue luego ascendido a Ministro de Justicia de la Provincia de Buenos Aires y mantenido en su puesto hasta el final del mandato de la Gobernadora Vidal. .
Entre 2013 y 2016 fue Presidente del Consejo Directivo de la Escuela de Abogados de la Administración Pública Provincial.

#### Ministro de Justicia de la Provincia de Buenos Aires
En 2016 asumió como Ministro de Justicia de la provincia de Buenos Aires, cargo que desempeñó bajo la gestión de María Eugenia Vidal hasta 2019. En 2018 periodistas informaron que una empresa de Ferrari, comandada por su esposa, le facturó 9 millones al gobierno de Horacio Rodríguez Larreta. Larreta lo nombró asesor luego de terminar su gestión en la provincia, el 10 de diciembre de 2019.
Ferrari es cercano a Daniel Angelici no solo por haber formado parte de la Comisión Directiva del club xeneize durante la época de Mauricio Macri, además como denunció el Diario Hoyo se produjo su nombramiento en la Justicia,  ya que Ferrari actuaba como una suerte de nexo entre el titular del club de la Ribera con jueces y fiscales bonaerenses, en lo que constituiría una interferencia directa a la independencia del Poder Judicial.
Durante su gestión se constató que murieron en cárceles bonaerenses 113 había personas. La sobrepoblación tuvo una variación porcentual de 57% en sólo un año: de 198% a 310% tres de cada cuatro personas duermen en el piso o se turnan para dormir. La población penitenciaria se había incrementado en 42 mil personas, la superpoblación en cárceles  se disparó al 113 por ciento, lo que implica que más de la mitad de las personas no tenía un espacio para dormir. Tras tres años de la gestión de ferrari de las 483 comisarías, 255 (el 53%) se encontraban inhabilitadas por una decisión administrativa, judicial o de ambas. Desde 2015  se denuncian entre 2.500 y 3.100 hechos de torturas y malos tratos, que incluyen aislamiento, falta de asistencia a la salud, malas condiciones, falta de alimentación, impedimentos de vinculación familiar, agresiones físicas, traslados gravosos, requisas vejatorias y otras. hubo 119 fugas del programa “Casas por cárceles” y se escaparon 49 reclusos del régimen abierto y semiabierto.